# Giuggiolone
Il giuggiolone è una bevanda alcolica  fatta con giuggiole e uva di tipo Trebbiano.

## Descrizione
La produzione del giuggiolone avviene in tre fasi, la prima fase è la macerazione della giuggiola con vino trebbiano, zucchero e solfiti; la seconda fase è la vinificazione (trasformazione da uva a vino), la terza ed ultima fase è l'affinamento (invecchiamento del vino, fase prima dell'imbottigliamento), che dura quasi tre anni. Il giuggiolone è un vino liquoroso e ha una concentrazione zuccherina abbastanza elevata con profumo e sapore della giuggiola matura; il colore è di un oro intenso. Il giuggiolone ha un grado alcolemico che varia da 11% a 12,5%.                                                                                                                       Il giuggiolo (Ziziphus zizyphus), noto anche come dattero cinese, è una pianta a foglie decidue della famiglia delle Rhamnaceae. Il luogo di origine si trova in Cina nella contea di Jia dove è presente sia nel "mondo selvatico" sia coltivato.
Il giuggiolone è molto diffuso a Macerata. L'unica azienda che produce questo tipo di vino liquoroso è la Si.Gi. creata da Silvano e Giuliana nel 1996 per produzioni agroalimentari ottenute da particolari piante della loro terra: confetture di fichi bianchi aggiunte a carni bianche, formaggi delicati a pasta erborinata, come il gorgonzola, confetture di morici (frutti del gelso). Già nel 2007 l'azienda è diventata una realtà consolidata nelle Marche e nelle regioni del centro-nord Italia; il nome deriva dalle prime lettere di queste due persone. Martina Buccolini (la figlia) gestisce l'azienda di famiglia, con la collaborazione dell'Università di Camerino per rivalorizzare in particolare visciola e giuggiola. La ricetta del Giuggiolone nasce da una curiosità di Martina: suo padre si chiedeva da tempo da dove nascesse il detto "andare in brodo di giuggiole". 
In seguito ad alcune ricerche, Martina scoprì che la giuggiola era citata anche nel libro dell'Odissea, decise così di avviare la produzione. Inizialmente i risultati furono piuttosto deludenti: un brodo dolce ma non particolarmente gradevole al gusto. Decisero così di  lasciarlo riposare, affinché affinasse. Trascorsi alcuni anni tornarono ad assaggiare il brodo, che era diventato una bevanda dolce. Lo chiamarono "Giuggiolone", e iniziarono la produzione.

## Storia
L'origine storica/epica deriva: nel libro IX dell'Odissea, narra Omero che Ulisse e i suoi uomini, fuori rotta a causa di una tempesta, si videro costretti ad approdare all'isola dei Lotofagi (l'odierna Djerba) nel nord dell'Africa. Una volta sbarcati per esplorare l'isola, alcuni dei suoi uomini si lasciarono tentare dal frutto del loto, un frutto "magico" di cui parla Omero e si pensa sia lo Ziziphus Lotus, un giuggiolo selvatico. L'incantesimo dei Lotofagi non era una conseguenza dei narcotici, ma soltanto della bevanda alcolica che si può preparare con i frutti del giuggiolo.